# 14a Divisió (Exèrcit Popular de la República)
La 14a Divisió va ser una de les divisions de l'Exèrcit Popular de la República que es van organitzar durant la Guerra Civil espanyola sobre la base de les Brigades Mixtes. La divisió va tenir una destacada participació en la batalla de Guadalajara.

## Historial
La unitat va ser creada a partir de la columna «Mera», liderada per l'anarquista Cipriano Mera. La nova divisió va ser integrada —al costat de les divisions 11a i 12a— en el nou IV Cos d'Exèrcit, sota el comandament del coronel Enrique Jurado. La XII Brigada Internacional —dins de la qual estava integrada el seu Batalló Garibaldi— també va quedar assignada a la 14a Divisió.
Poc després de la seva creació, la 14a Divisió va haver de fer front a l'ofensiva del Corpo Truppe Volontarie en el sector de Guadalajara. Amb el suport de les altres divisions republicanes, es va aconseguir frenar l'atac enemic. El 18 de març la divisió de Mera, que actuava en el flanc dret del dispositiu republicà, i l'11a Divisió d'Enrique Líster, amb el suport de 70 tancs soviètics T-26, van passar a l'atac i van prendre la cobejada població de Brihuega; les forces italianes de la Divisió «Coppi» van fugir en desbandada, deixant darrere seu presoners i nombrós material de guerra.
Mera va comptar amb l'anarquista Antonio Verardini Díez de Ferreti com a cap d'Estat Major de la divisió.
El juliol del 1937, de cara a la batalla de Brunete, la unitat va quedar en situada reserva. Va intervenir cap al final dels combats, després de la derrota de l'11a Divisió de Líster. El matí del 25 de juliol la 14a Divisió va llançar un fort contraatac al sud-oest de Brunete contra les forces enemigues, donada suport per l'aviació republicana. Després del final dels combats en Brunete la divisió va tornar al capdavant de Guadalajara, on va romandre els següents mesos sense intervenir en operacions rellevants. En la primavera de 1938 va ser enviada al front de Llevant com a unitat de reserva, actuant com a relleu d'altres unitats infringides per les ofensives enemigues.
Al març de 1939 algunes de les seves unitats van participar en el cop de Casado. Aquest va ser el cas de la 70a Brigada Mixta de Bernabé López Calle, que en el matí del 6 de març va ocupar diversos punts estratègics de Madrid, entre altres l'Alameda de Osuna, el Ministeri d'Hisenda i l'edifici de la Telefò nica.

## Comandaments
Comandants
- Major de milícies Cipriano Mera;[9]
- Comandant d'infanteria Francisco Jiménez Durán;

Comissaris
- Marian Valle Soria, de la CNT;[10]

## Ordre de batalla
| Data                | Cos d'Exèrcit adscrit | Brigades Mixtes integrades | Front de batalla |
| ------------------- | --------------------- | -------------------------- | ---------------- |
| Febrer-Març de 1937 | IV Cos d'Exèrcit      | 48a, 65a, 72a, 70a         | Guadalajara      |
| Juny de 1937        | IV Cos d'Exèrcit      | 65a, 70a, 72a              | Guadalajara      |
| Desembre de 1937    | IV Cos d'Exèrcit      | 70a, 98a                   | Guadalajara      |
| 30 d'abril de 1938  | XVI Cos d'Exèrcit     | 206a, 205a i 204a          | Tarancón         |
| Maig de 1938        | XXI Cos d'Exèrcit     | 35a i 39a                  | Llevant          |
| Novembre de 1938    | Reserva del GERC      | 21a, 35a, 50a i 70a        | —                |